# Джуліан Барнс
Джу́ліан Па́трік Барнс (англ. Julian Patrick Barnes; нар. 19 січня 1946, Лестер, Англія) — англійський письменник, який у 2011 році отримав Букерівську премію за роман «Відчуття закінчення». Три його попередні книги також входили до короткого списку номінантів премії: «Папуга Флобера» (1984), «Англія, Англія» (1998), «Артур та Джордж» (2005).
Барнс є одним із найпопулярніших англійських письменників у Франції, де він став лауреатом кількох літературних премій: Премії Медічі за «Папугу Флобера» та Премії Феміна за роман «Обговорити це все». Він також є кавалером Ордена мистецтв та літератури. Барнс писав детективні романи під псевдонімом Дена Кавана (англ. Dan Kavanagh).

## Життєпис
Барнс народився у Лестері, але шість тижнів потому його родина переїхала до передмість Лондона. Його батьки були викладачами французької. В одному з інтерв'ю Барнс зазначив, що вболівав за футбольноий клуб Лестер Сіті у віці чотирьох та п'яти років, бо відчував сентиментальне бажання відчути спорідненість з містом свого народження. Він навчався в школі Лондонського Сіті для хлопчиків з 1957 по 1964 роки. Коли йому було десять років, мати сказала йому, що в нього «забагато уяви». У підлітковому віці Барнс жив у Нортвуді, Міддлсексі, що дало назву його першому роману «Метроленд». Після завершення школи він вступив до Коледжу Магдалени в Оксфорді, де вивчав сучасні мови. Після завершення коледжу у 1987 році Барнс три роки працював лексикографом над додатком до Оксфордського словника англійської мови. Потім він писав рецензії та працював літературним редактором у журналах «New Statesman» та «New Review». Протягом цього періоду Барнс, за його власним зізнанням, був паралізованим мовчанкою, коли йому доводилося брати участь у щотижневих зібраннях редакційних колективів. З 1979 по 1986 роки він також працював телевізійним критиком, спершу в журналі «New Statesman», а згодом у «The Observer».
У 1965 році Барнс разом з іншими оксфордськими студентами вирушив у подорож Європою, під час якої відвідав також деякі міста СРСР, зокрема Брест, Мінськ, Смоленськ, Москву, Ленінград, а також Київ, Одесу та Харків. Про цю подорож він побіжно згадує у збірці «Листи з Лондона», а потім, детальніше, в інтерв'ю Леву Данілкіну.

## Кар'єра
Його перший роман Метроленд (1980) — це коротка напівавтобіографічна історія Кристофера, молодого хлопця з передмість Лондона, який вирушає до Парижа у свої студентські роки, а згодом повертається до Лондона. Після прочитання роману мати Барнса поскаржилася на «бомбардування» брудом. У 1983 році з'явилася його другий роман «Перш ніж вона зустріла мене», у якому розповідається історія ревнивого історика, який стає одержимим ідеєю дізнатися все про минуле своєї дружини. Принципово відмінною від лінійних наративів перших книжок Барнса стала структура його третього роману «Папуга Флобера» (1984), який є фрагментарним викладом історії доктора Джефрі Брейтвейта, дослідника життя Ґюстава Флобера. У 1986 році вийшов друком роман «Дивлячись на сонце», у якому розповідається історія жінки у повоєнній Англії. В 1989 році Барнс опублікував «Історію світу в десятьох з половиною розділах», (), а в 1991 — «Обговорити це все», в якій показано любовний трикутник, дійові особи якого по черзі звертаються до читача, розповідаючи свої історії та розмірковуючи над подіями, свідками яких вони стали. Десять років потому вийшло продовження цього роману «Любов, і таке інше», персонажі якого також постаріли на десять років.
Барнс вважається франкофілом, тож його збірку оповідань «По той бік Ла-Маншу» присвячено відносинам Франції та Британії. До схожої теми він звертається і в збірці есеїв «Проголосити щось». Серед його інших книг є сатира на британський спосіб життя та культуру туризму під назвою «Англія, Англія», роман «Артур та Джордж», події якого базуються на життєписі сера Артура Конан Дойля та участі у заворушеннях у Грейт Вірлей. В книзі «Дикобраз» (1992) розповідається про суд над вигаданим комуністичним диктатором. «Відчуття закінчення» стало одинадцятим романом Барнса, виданим 4 серпня 2011 року. У жовтні того ж року за цю книгу Барнса було нагороджено Букерівською премією. Журі вистачило 31 хвилини, щоб вирішити переможця, в результаті чого «Відчуття закінчення» було названо «прекрасно написаною книгою, що звертається до людства у XXI столітті». Салман Рушді, також лауреат Букерівської премії, привітав Барнса у своєму дописі в твітері.
У 2003 році Барнс зіграв Жоржа Сіменона у серії радіоадаптацій історій про комісара Мегре на BBC Radio 4.

### Романи
- «Метроленд» / англ. Metroland / Julian Barnes. — New York: St. Martin's Press, 1980. — 176 p. — ISBN 0312531699.
- «До того, як вона зустріла мене» / англ. Before she met me / Julian Barnes. — New York: McGraw-Hill, 1982. — 174 p. — ISBN 0070037477.
- «Папуга Флобера» / англ. Flaubert's parrot / Julian Barnes. — London: J. Cape, 1984. — 190 p. — ISBN 0224022229.
- «Дивлячись на сонце» / англ. Staring at the sun / Julian Barnes. — London: J. Cape, 1986. — 195 p. — ISBN 0224024140.
- " Історія світу в 10 ½ розділах " / англ. A history of the world in 10 1/2 chapters / Julian Barnes. — New York: Vintage Books, 1990. — 307 p. — ISBN 0679731377.
- «Як усе було» / англ. Talking it over / Julian Barnes. — London: Jonathan Cape, 1991. — 273 p. — ISBN 0224031570.
- «Дикобраз» / англ. The porcupine / Julian Barnes. — New York: Knopf: Distributed by Random House, 1992. — 138 p. — ISBN 0679419179.
- «Англія, Англія» / англ. England, England / Julian Barnes. — New York: Alfred A. Knopf: Distributed by Random House, 1999. — 275 p. — ISBN 0375405828.
- «Любов, і т. д.» / англ. Love, etc. / Julian Barnes. — New York: Alfred A. Knopf, 2001. — 227 p. — ISBN 0375411615.
- «Артур і Джордж» / англ. Arthur & George / Julian Barnes. — London: Jonathan Cape, 2005. — 352 p. — ISBN 0224077031.
- «Відчуття закінчення» / англ. The sense of an ending / Julian Barnes. — London: Jonathan Cape, 2011. — 160 p. — ISBN 0224094157.
- «Шум часу» / англ. The Noise of Time (2016)
- «Одним одна історія» / англ. The Only Story (2018)
- «Елізабет Фінч» / англ. Elizabeth Finch (2022)

### Збірки есеїв та оповідань
- Letters from London : 1990—1995 / Julian Barnes. — London: Picador, 1995. — xvi, 352 p. — ISBN 0330341162.
- Cross channel / Julian Barnes. — New York: Knopf: Distributed by Random House, 1996. — 211 p. — ISBN 0679446915.
- Something to declare: essays on France / Julian Barnes. — New York: Knopf, 2002. — xix, 295 p. — ISBN 0375415130.
- Nothing to be frightened of / Julian Barnes. — New York: Alfred A. Knopf, 2008. — 243 p. — ISBN 9780307269638.
- Pulse / Julian Barnes. — New York: Alfred A. Knopf, 2011. — 227 p. — ISBN 0307595269.
- «Рівні життя» / англ. Levels of Life (2013)

### Під псевдонімом Ден Кавана
- Duffy / Dan Kavanagh. — London: J. Cape, 1980. — 180 p. — ISBN 0224018221.
- Fiddle city / Dan Kavanagh. — London: Cape, 1981. — 173 p. — ISBN 0224019775.
- Putting the boot in / Dan Kavanagh. — London: J. Cape, 1985. — 192 p. — ISBN 0224023322.
- Going to the dogs / Dan Kavanagh. — London ; New York, N.Y., USA: Viking, 1987. — 207 p. — ISBN 0670818291.

## Переклади українською
- Джуліан Барнз. Відчуття закінчення / Пер. з англ. В. Кузнецової. — К.: Темпора, 2013
- Джуліан Барнз. Рівні життя / Пер з англ. В. Кузнецової. — К.: Темпора, 2014
- Джуліан Барнз. Шум часу / Пер. з англ. В. Кузнецової. — К.: Темпора, 2016. 978-617-569-270-7
- Джуліан Барнз. Історія світу в 10 1/2 розділах / Пер. з англ. Г. В. Яновська К.: Клуб сімейного дозвілля, 2018 ISBN 978-617-12-4960-8
- Джуліан Барнз. Одним одна історія / Пер. з англ. Ярослави Стріхи. — К.: Темпора, 2019
- Джуліан Барнз. Чоловік у червоному халаті / Пер. з англ. Ярослави Стріхи. — К.: Темпора, 2022
- Джуліан Барнз. Елізабет Фінч / Пер. з англ. Ярослави Стріхи. — К.: Темпора, 2022
- Джуліан Барнз. Англія, Англія / Пер. з англ. Ярослави Стріхи. — К.: Темпора, 2024